# 穆继多公馆旧址
穆继多公馆旧址位于辽宁省沈阳市和平区北三经街66-1号，是沈阳近代著名土木建筑设计师穆继多于1927年亲自设计、建造的私人公馆。该建筑为典型的欧式风格，现为沈阳市文物保护单位。

## 历史
穆继多公馆于1927年8月建成，选址在和平区十一纬路与北三经街交叉路口西北角，斜对面为英国汇丰银行奉天支行旧址。建成时，该处为公共租界地，是当时除汤玉麟公馆（原辽宁省博物馆）外最大的欧式洋房。公馆原为完整的宅院建筑群，包括东西两幢主楼、车库、养鱼池、花坛、南北配房八间等配套设施。供暖方式采用暖气和壁炉，并在西楼内修建火炕和火墙，以迎合其农村籍妻子的生活习惯。公馆自建成后一直为穆继多及其家人使用，直至1975年其去世。此后由沈阳市公安局经济犯罪侦查支队使用。2013年6月17日，沈阳市人民政府将其公布为市级文物保护单位。

## 建筑特征
公馆现存部分由东西两幢小楼组成，均为砖木结构，地上两层、地下一层，四坡屋顶。外墙采用水泥砂浆抹面，正立面设有开敞式外廊，由四根简化方柱（另有普查记录为爱奥尼柱头）支撑二楼阳台，楼上楼下均设宝瓶栏杆，正门前设六级台阶。整体风格为欧式，平面布局及细部装饰体现出20世纪初中西合璧的建筑特征。

## 人物背景
穆继多（1900年－1975年），奉天（今沈阳）人，1918年考入国立北洋大学冶金工程系，毕业后赴美国哥伦比亚大学矿冶专业留学，1926年毕业归国。其后创办“多小股份有限公司”，主持设计中街吉顺丝房、吉顺隆丝房、泰和商店、利民商场等地标性建筑，被誉为“二百大楼之父”。除建筑设计外，穆继多还涉足地产、矿业、汽车等行业，曾任冯庸大学教授、清原县大金厂金矿工程师及东北煤矿管理局工程师。其建筑风格被学界称为“中华巴洛克式”。

## 保护现状
目前穆继多公馆主体保存较为完好，但外观局部有破损。文物保护志愿者及建筑学者呼吁应在保留外观原貌的前提下，加强修缮与利用，避免不当改造破坏历史风貌。